# L'alcohol a la Bíblia
Les begudes alcohòliques apareixen nombroses vegades a la Bíblia i a la literatura bíblica — des de Noé plantant un vinyer i emborratxant-se en el Gènesi a Jesús fent el miracle de convertir una important quantitat d'aigua en vi en les noces de Caná i posteriorment incorporant el vi com a part del ritual principal del cristianisme: l'Eucaristia.
El vi, és a dir, el most del raïm fermentat, és la més comuna de les begudes alcohòliques esmentades a la Bíblia, on freqüentment és font de simbolisme i era un element important de la vida diària en els temps bíblics
.
Els habitants de l'antiga Palestina també bevien cervesa i vi fet amb altres fruits i algunes referències a aquests fets apareixen també a les escriptures.
En conjunt, la literatura bíblica mostra una ambivalència cap a les begudes alcohòliques, considerant-les alhora una benedicció de Déu que provoca alegria i diversió i un perill potencial que podia ser utilitzat de forma imprudent i pecaminosa.

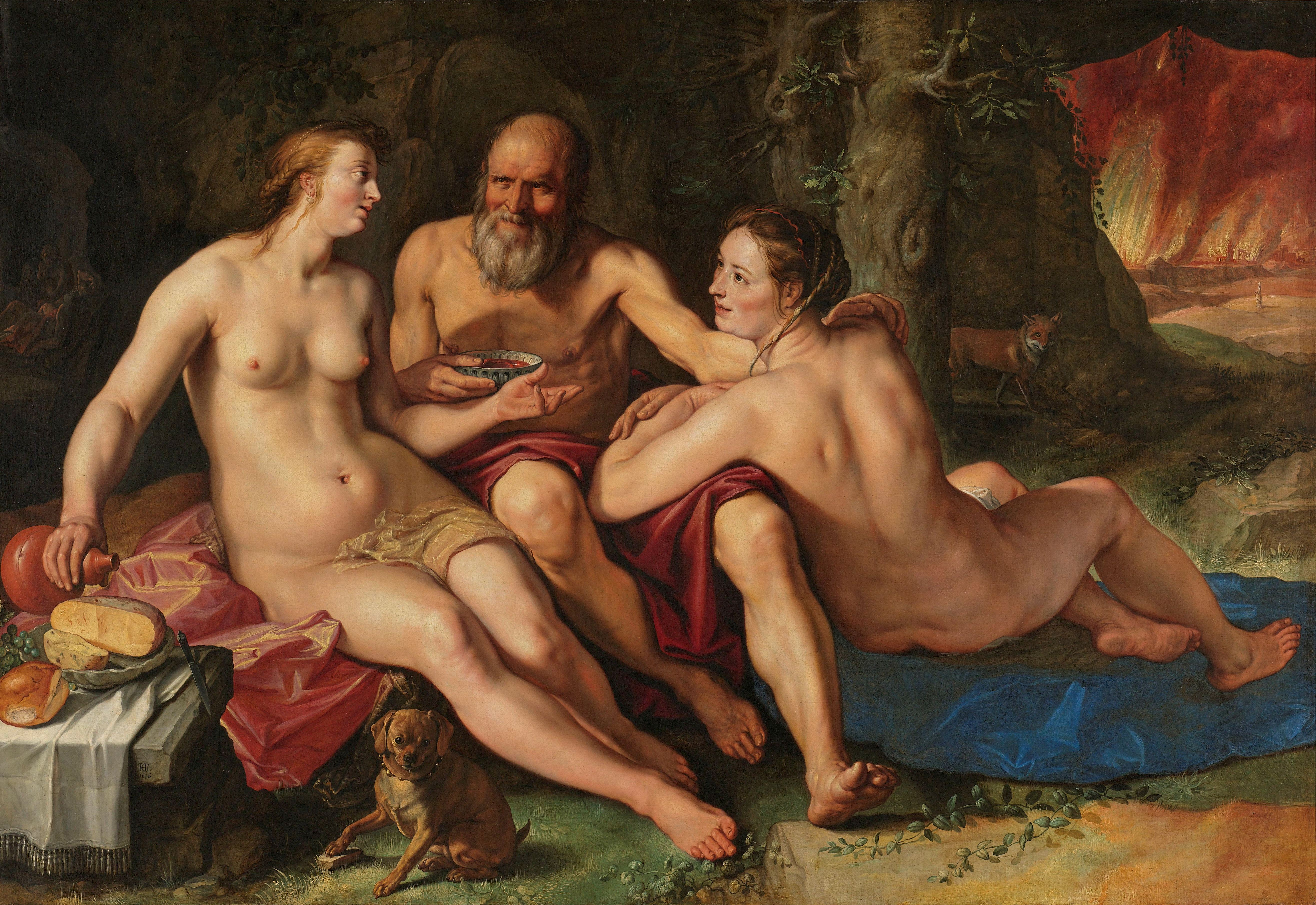
Lot i les seves filles, oli pintat per Hendrik Goltzius, 1616. Les filles de Lot emborratxant al seu pare

Les relacions entre el judaisme i l'alcohol i el cristianisme i l'alcohol generalment han seguit aquest model, amb algunes dissensions entre els cristians com en el temps de 'La Llei Seca' als Estats Units.

## Literatura bíblica
El terme Bíblia pot referir-se a diferents col·leccions de llibres que són considerats canònics per un o més d'un grup religiós. Hi ha alguna variació sobre quins són els llibres considerats canònics per les diferents confessions religioses, però els següents tres grups són àmpliament acceptats pels grups religiosos més significatius: